# El Repilado
El Repilado est une ville d’Espagne, dans la province de Huelva, communauté autonome d’Andalousie.